# Malurus leucopterus
Il Malurus leucopterus è una uccello passeriforme appartenente alla famiglia Maluridae. 
Vive nelle parti più aride dell'Australia centrale, dal Queensland centrale all'Australia meridionale attraverso l'Australia occidentale. Come altre specie affini, questa specie mostra un marcato dimorfismo sessuale: uno o più maschi di un gruppo sociale crescono con colori vivaci del piumaggio durante la stagione riproduttiva. La femmina è di colore sabbia-marrone con piume della coda blu; è più piccola del maschio, che ha un corpo di colore blu luminoso, becco nero e ali bianche. Gli individui maschi più giovani sono quasi indistinguibili dalle femmine. 
Tre sottospecie sono riconosciute.
Si nutre soprattutto di insetti.